# Mihai Pop Bruchenthal
Mihai Pop Bruchenthal (n. 15 ianuarie 1908, Derna, județul Bihor - d. 19 ianuarie 1989, Oradea) a fost un profesor de muzică și compozitor român.

## Biografia
Tatăl său se numea tot Mihai Pop Bruchenthal (1883-1930) și a fost învățător, iar mama sa se numea Emilia Faur. Bunicul său, Michael Pop de Bruchenthal (1843-1924), a fost timp de 55 de ani învățător în satul Ciutelec, alături de străbunica sa Aloisia Calnochi (1856-1918), care a fost și ea învățătoare. Bunicul său provenea din strămoși liberi, înnobilați la 20 noiembrie 1664 de către Principele Mihai Apafi I al Transilvaniei.
În perioada 1913-1918, Mihai Pop Bruchenthal a urmat școala primară în limba maghiară în satul Hotar, de lângă Aleșd.
Între anii 1918-1927 a urmat liceul și și-a dat bacalaureatul la Colegiul „Emanuil Gojdu" din Oradea.
După absolvirea liceului s-a înscris la Academia Teologică Română Unită, din Oradea, pe care a absolvit-o în anul 1931. La 2 noiembrie 1932 a obținut și Diploma de profesor de religie.
Și-a continuat studiile la Academia de Muzică și Artă Dramatică din Cluj, la secția pedagogie, pe care a absolvit-o în anul 1937.
În perioada 1935-1936, în paralel cu Academia de Muzică și Artă Dramatică, a urmat cursul de pedagogie la Seminarul pedagogic și a promovat examenul de absolvire, primind Certificatul de absolvire, care îi dădea dreptul să predea în învățământul secundar și în cel pedagogic.
În primăvara anului 1937 a trecut și examenul pentru șef de muzică militară și a fost repartizat la Deva. Nu s-a dus să ocupe postul, preferând să rămână la Beiuș, unde se formase o formație de muzică militară, al cărei prim dirijor a fost Dinu Stelian, viitor general.
În toamna anului 1935, Mihai Pop Bruchenthal vine la Beiuș, unde va rămâne timp de 37 de ani. În perioada 1935 -1949 a activat ca profesor la de muzică vocală și instrumentală (vioară) la Colegiul „Samuil Vulcan". De la 30 septembrie 1949 s-a mutat la celălalt liceu din Beiuș, devenit între timp Școala pedagogică de educatoare, unde a profesat până la pensionare, în 1972.
În ultimii ani ai vieții s-a mutat la Oradea, unde a fost țintuit la pat de o boală necruțătoare. A decedat joi, 19 ianuarie 1989, și a fost înmormântat la Beiuș, în Cimitirul din deal.

## Opera
Ca tânăr elev, apoi ca student, Mihai Pop Bruchenthal a colindat satele și a cules folclor muzical de pe Valea Bistrei, Valea Crișului Repede și Valea Crișului Negru, punând bazele unei mari antologii de folclor muzical bihorean care a ajuns, în final, la 1340 de piese, din care 59 sunt variante ale baladei Miorița, găsite de el în Bihor, majoritatea oarecum mascate sub formă de colinzi.
În afară de culegere de folclor, Mihai Pop Bruchenthal s-a ocupat și de compoziție. Moștenirea sa recenzată până în prezent cuprinde 164 de compoziții de factură clasică și 1340 de piese de stilistică populară. Între acestea se numără: 11 imnuri corale, 7 cântece patriotice, 10 poeme corale, 10 preludii, 58 madrigale și cantate corale, 9 lieduri și romanțe, 18 cântece pentru copii, 18 piese de muzică instrumentală, 7 de muzică de cameră, 10 de muzică simfonică, 3 creații coralo-simfonice și 4 de muzică scenică.

## Lucrări de muzicologie
- Tratat de teoria instrumentelor simfonice, în trei volume, despre instrumentele de suflat din lemn, cele din metal, instrumentele cu coarde și cele de percuție
- Tratat de teoria formelor muzicale, de uz academic, (care a fost achiziționat de către Uniunea Compozitorilor din România).

## Activitatea culturală publică
Din anul 1935 și până în 1972 a dirijat Corul Lyra, înființat încă din anul 1903.
A format și a condus:
- Corul sindicatelor din Beiuș (1945),
- Corul Cooperativei Muncitorul (1957),
- Corul Învățământ (1961),
- Corul URCC Beiuș (1955),
- Corul Școlii profesionale (1954-1964),
- Orchestra semisimfonică a Beiușului (1958)

## Distincții
- Ordinul Meritul Cultural în anul 1969